# Süsel
Süsel – gmina w Niemczech w kraju związkowym Szlezwik-Holsztyn, w powiecie Ostholstein.